# Veratrum taliense
Veratrum taliense är en nysrotsväxtart som beskrevs av Otto Loesener. Veratrum taliense ingår i släktet nysrötter, och familjen nysrotsväxter. Inga underarter finns listade.